# 零碳天地

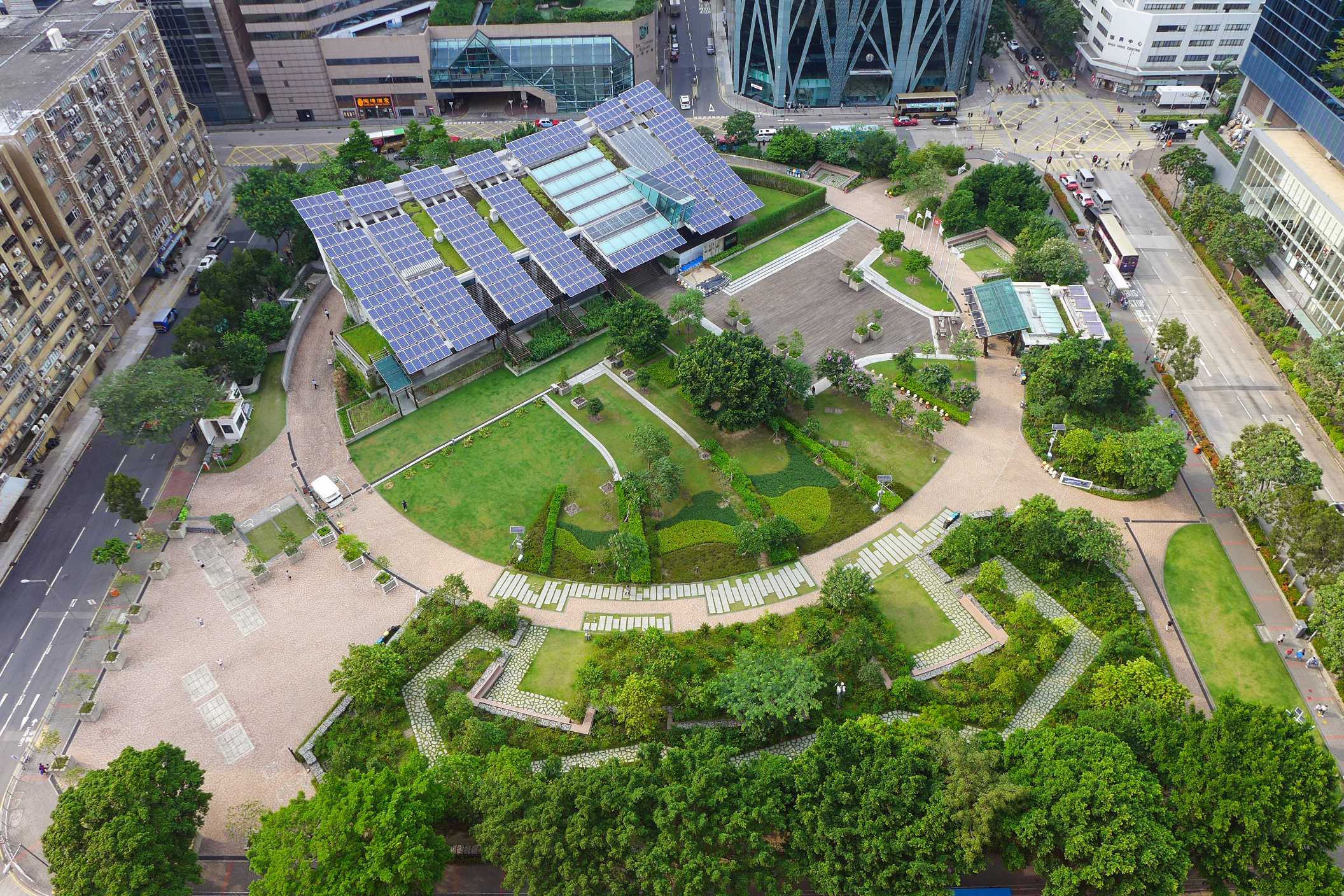
零碳天地全貌

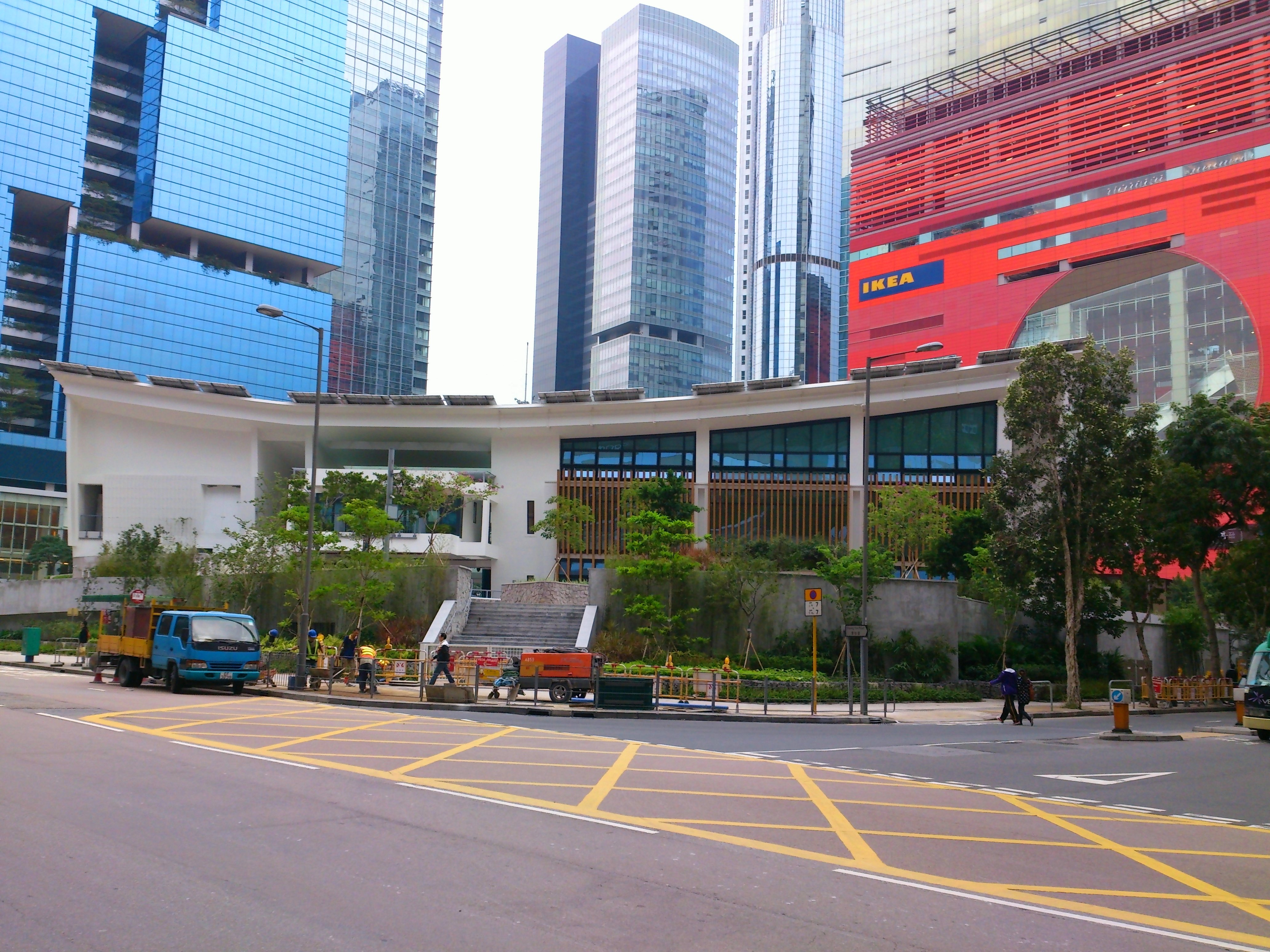
零碳天地建築物外觀

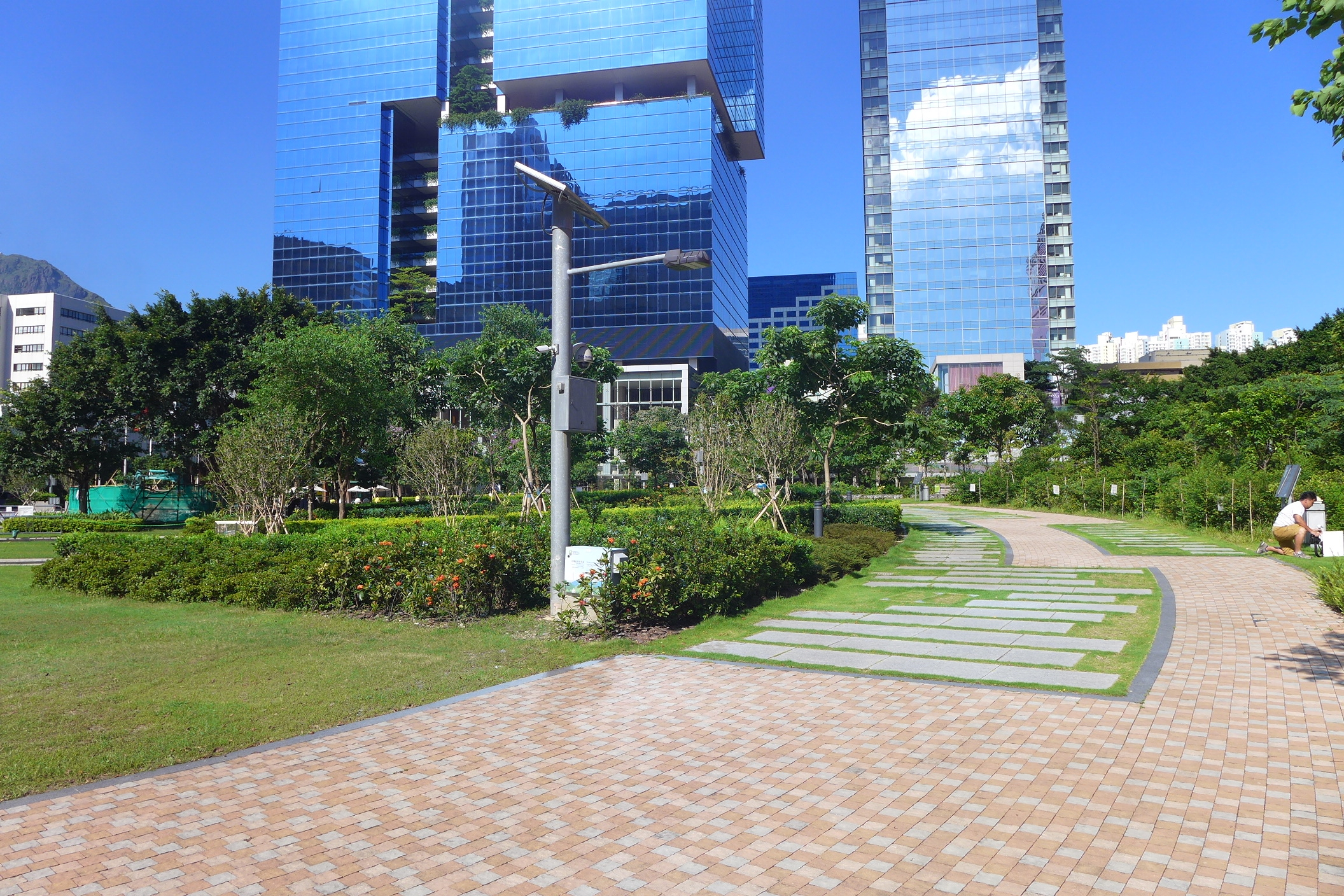
零碳天地都市原生林

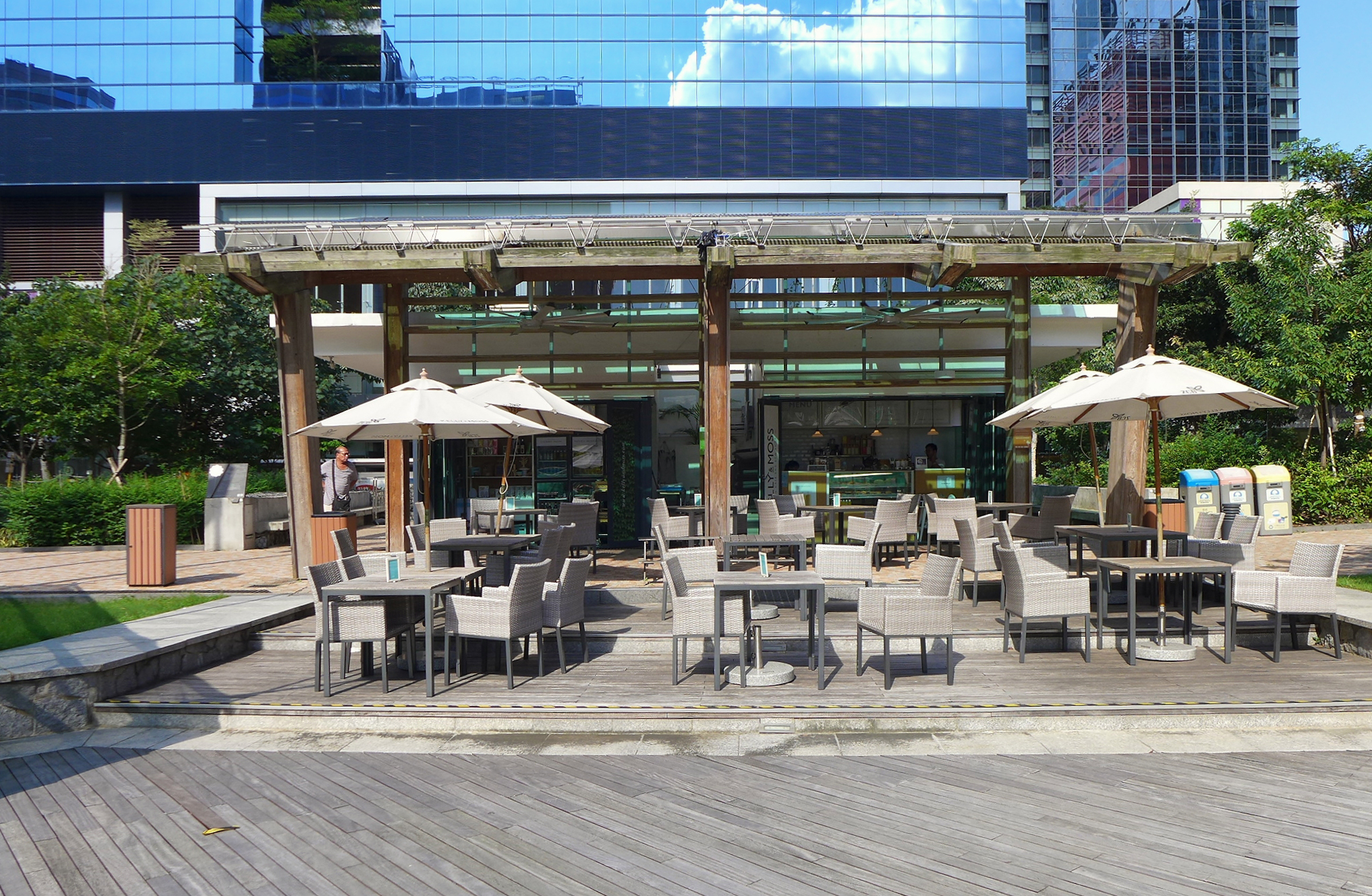
零碳天地內的小食店

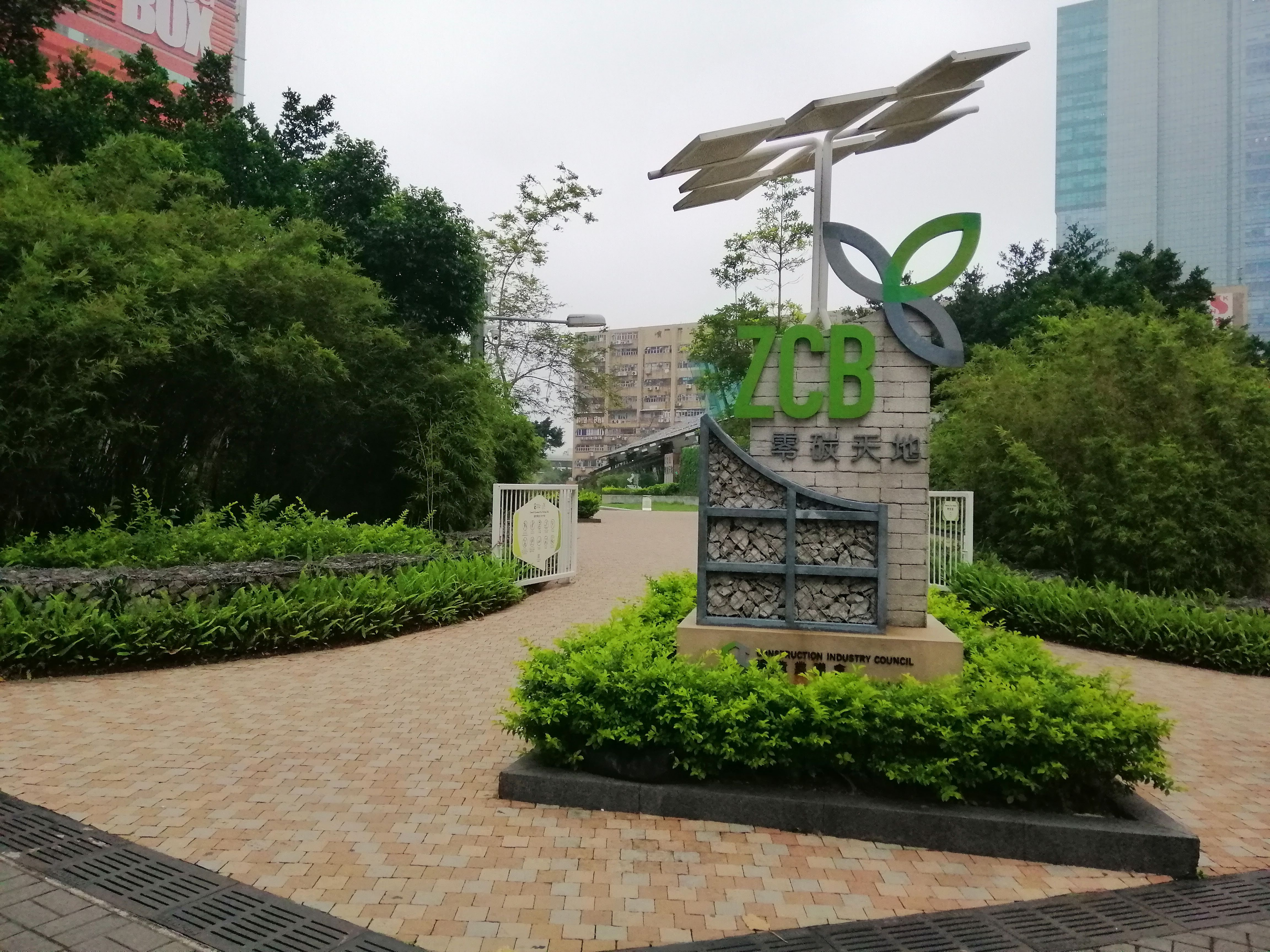
零碳天地入口

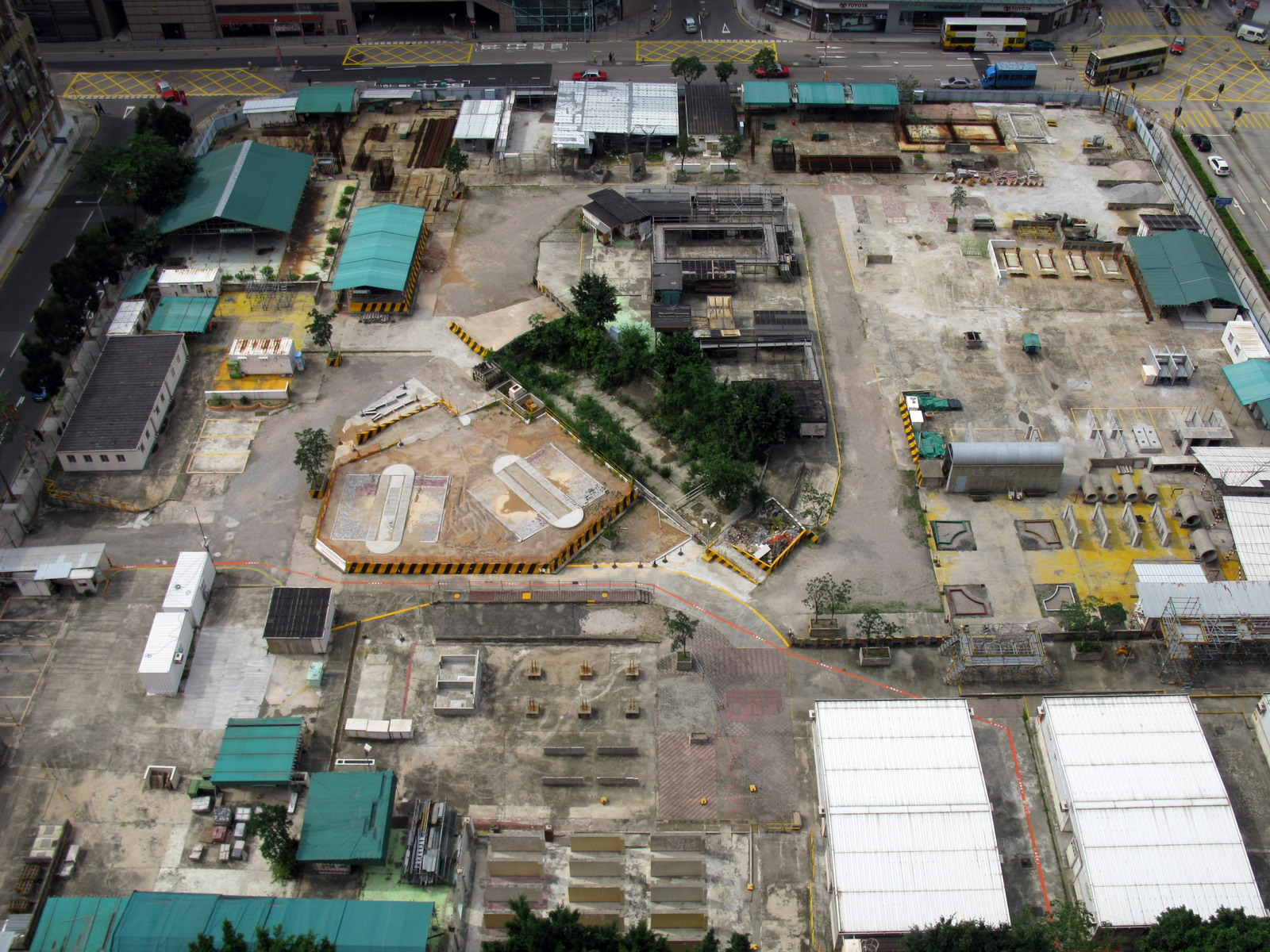
零碳天地地皮前身為建造業訓練局露天工場

建造業零碳天地（英語：CIC-ZCP)，是香港首座零碳建築，位於香港九龍灣常悅道8號，由建造業議會與香港特別行政區政府合作開發，該項目於2012年6月26日落成，並於2019年易名為建造業零碳天地，是一所集展覽及教育於一體的資訊中心，旨在展示低碳/零碳建築設計及科技，免費開放予公眾參觀。
零碳天地佔地14,700平方米，建築則佔地1400平方米，透過使用光伏電池板和利用由廢烹飪油製成的生物燃料三聯供系統生產可再生能源。
為配合社會的發展及需要，建造業零碳天地已轉型為一個體驗平台，提升大眾對氣候變化的關注，展示最新的智慧城市科技，並在公共空間舉辦不同類型活動，以促進社區健康。

## 設計策略
建造業零碳天地採用可再生能源就地發電，安裝了太陽能光伏板進行太陽能發電，以及利用廢棄食油煉成的生物柴油發電，並使用具能源效益的機電組裝合成雨水空調系統、空氣淨化太陽能玻璃天幕、智能控制/樓宇設備管理系統等主動式系統，以及導光管、地中預冷管及捕風器等被動設計措施。比較採用標準設計的同類建築，建造業零碳天地能節省20-25% 的能源，建築物達到綠色建築環保評核體系BEAM PLUS認證的最高級別 —— 白金級認證,預料未來50年，建造業零碳天地可以減少8,250噸的溫室氣體排放，估計每年可以產生22.5萬度電，使到建築物能夠自給自足，並且有剩餘電力供給予公共的電力網絡。

## 綠色建築
建造業零碳建築面積達147,000平方英尺（13,700平方），其中約75,000平方英尺（7,000平方）為都市原生林，佔整體面積逾半，栽種了一百多棵原生樹及不同種類的原生灌木，包括紅花荷、假蘋婆、木蓮及八角楓等逾三十品種，樹林成熟後樹冠層緊密相連，提供了氧氣與涼蔭，公眾可於都市中享受森林浴，接近大自然。夏季時可為附近建築物降溫1至2度。樹林成熟後，每年可吸收3,100公斤的二氧化碳，改善空氣質素。此外，都市原生林可吸引本地動物棲息，為雀鳥和昆蟲提供食物和庇護, 構築樹林生態系統，為雀鳥和昆蟲提供食物和庇護。

## 參觀
建造業零碳天地的氣候變化及智慧城市展覽館向所有公眾人士開放，費用全免。參觀人士可登入建造業零碳天地的官方網站預約導賞團，建造業零碳天地將會安排專人介紹及講解場內展覽。

## 鄰近
- MegaBox
- 國際交易中心
- 企業廣場

## 外部連結
- 建造業零碳天地官方網頁 （页面存档备份，存于）
- 零碳天地Facebook專頁